# Risdyrkning på Bali
|  | Denne artikel er oprettet af botten PalnaBot ud fra en ekstern database. Den kan derfor have sproglige fejl eller mangler. Denne skabelon kan fjernes efter kontrol af indholdet. |

Risdyrkning på Bali er en film instrueret af Hakon Mielche.

## Handling
På en oversvømmet mark pløjer en bonde med træplov og okseforspand, og derefter bearbejdes jorden videre med hakke og er nu klar til udplantning. De små risplanter sættes med hånden ned i den sumpede jord. Medens planterne vokser, fortsættes arbejdet på andre marker. Når risen skal høstes sker det med en lille riskniv. Kvinderne skærer planterne af en for en, hvorpå mændene samler dem i neg ved at ombinde dem ved stråenes fod. De stilles op med toppen nedad, hvorpå de på bambusstænger bæres til et tørt sted.